# Área micropolitana de New Castle (Pensilvania)
El área micropolitana de New Castle,  y oficialmente como Área Estadística Micropolitana de New Castle, PA µSA tal como lo define la Oficina de Administración y Presupuesto, es un Área Estadística Micropolitana centrada en la localidad de New Castle en el estado estadounidense de Pensilvania. El área micropolitana tenía una población en el Censo de 2010 de 91.108 habitantes, convirtiéndola en la 60.º área micropolitana más poblada de los Estados Unidos. El área micropolitana de New Castle comprende el condado de Lawrence, siendo New Castle la localidad más poblada.

## Composición del área micropolitana

### Boroughs
Bessemer |
Ellport |
Ellwood City |
Enon Valley |
New Beaver |
New Wilmington |
S.N.P.J. |
South New Castle |
Volant |
Wampum 

### Municipios
Hickory |
Little Beaver |
Mahoning |
Neshannock |
North Beaver |
Perry |
Plain Grove |
Pulaski |
Scott |
Shenango |
Slippery Rock |
Taylor |
Union |
Washington |
Wayne |
Wilmington 

### Lugares designados por el censo
Lugares designados por el censo son áreas geográficas designadas por la Oficina del Censo de los Estados Unidos con propósitos para datos geográficos. No están bajo la jurisdicción de las leyes de Pensilvania.
Chewton |
Frizzleburg |
New Castle Northwest |
Oakland |
Oakwood 